# Ab urbe condita (jaartelling)
De jaartelling ab urbe condita (Latijn: "vanaf de stichting van de stad") of anno urbis conditae (Latijn: "in het jaar van de stichting van de stad"), in beide gevallen afgekort tot AUC of AVC, telt de kalenderjaren sinds de stichting van Rome. Die vond volgens de overlevering plaats in 753 v.Chr. De moord op Julius Caesar in 44 v.Chr. bijvoorbeeld zou volgens de Romeinse telling plaats hebben gevonden in AUC 710.
De jaartelling was in Romeinse tijd in gebruik, zoals onder andere blijkt uit de Naturalis Historia van Plinius de Oudere, waar ze gebruikt wordt om de overwinning op Carthago en Syracuse in 263 v.Chr. te dateren. De jaartelling werd omstreeks het jaar 400 door de Iberische historicus Orosius geherintroduceerd en systematisch gebruikt.

## Relatie met de christelijke jaartelling
Dionysius Exiguus introduceerde de christelijke jaartelling in of kort na het jaar 525, omdat hij af wilde van de jaartelling van de christenenvervolger keizer Diocletianus. Hoewel Dionysius Exiguus de Ab urbe conditajaartelling waarschijnlijk wel kende, gebruikte hij ze nooit.  Paus Bonifatius IV (omstreeks het jaar 600) lijkt daardoor de eerste te zijn geweest die het verband tussen de christelijke en de Ab urbe conditajaartelling onderkende waarbij AD 1 overeenkomt met AUC 754. De daadwerkelijke ingebruikname van de christelijke jaartelling als een volwaardig systeem voor het dateren van historische en van actuele gebeurtenissen geschiedde echter pas in de achtste eeuw, door toedoen van de Engelse chronoloog en historicus Beda Venerabilis. Naarmate men meer gebruik ging maken van de Anno Domini-jaartelling raakte de Anno urbis conditae-telling in onbruik.